# Vouwwagen

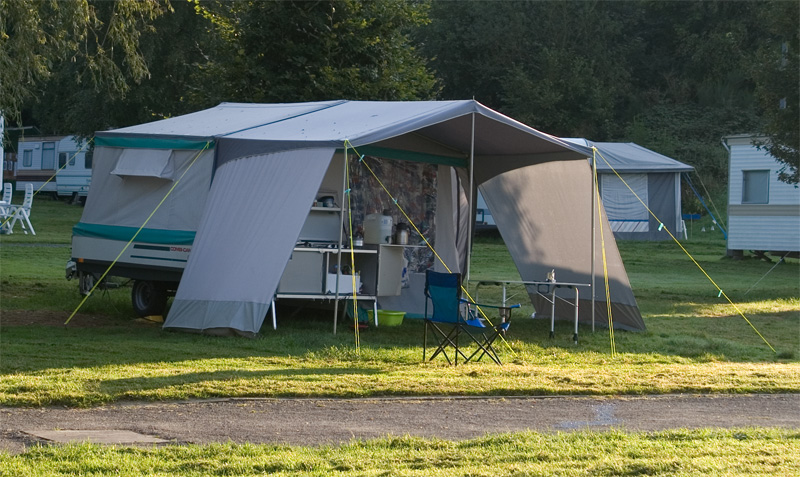
Vouwwagen met wagentent en luifel

De vouwwagen is een mengvorm tussen de caravan en de tent. Hij bestaat uit een tent die over een opklapbaar frame is gespannen, en een kar waarin het frame met tent en al ingeklapt kan worden. In ingeklapte vorm is de vouwwagen als aanhanger achter een auto te vervoeren. In uitgeklapte staat is het een tent.
Vouwwagens werden in het verleden vaak gebruikt door gezinnen die zich geen caravan konden veroorloven, of die geen auto hadden waarmee je een caravan kan trekken. Een klassiek voorbeeld is het voormalig Oost-Duitse merk Camptourist, in Nederland verkocht onder de naam Alpenkreuzer.
Anno 2020 is de vouwwagen populair bij mensen die, om uiteenlopende redenen, geen caravan willen - meestal omdat ze in een caravan het "tentgevoel" missen.

## Schuiven, klappen en vouwen
Meestal heeft de aanhanger een uitschuifbaar of uitklapbaar deel. Bovendien kan aan de tent die uit de kar vouwt meestal een voortent worden bevestigd. Ook kan de voortent al zijn opgenomen in de vouwwagen en moet deze worden uitgevouwen.
Slapen gebeurt meestal op een van de uitklapbare delen of in de wagenbak. Daarmee is in het ontwerp van de vouwwagen reeds rekening gehouden. Een vouwwagen biedt dus meer "slaapcomfort" dan een tent.
Net als een caravan is een vouwwagen altijd voorzien van zogenaamde "uitdraai-steunen", die meestal met een speciale slinger-moersleutel worden uitgezet, om te voorkomen dat de wagenbak omkiept.
Hoe snel de tent van de vouwwagen kan worden opgezet hangt in hoge mate af van de vernuftigheid van het uitvouwsysteem, een uniek kenmerk van een vouwwagen. Bij de "snelste" opzetters is de wagentent zelf (het slaapgedeelte) binnen zo'n vijf minuten op te zetten, wat een dergelijk type vouwwagen erg aantrekkelijk maakt als kampeermiddel om mee te trekken. Sommige fabrikanten claimen tijden van binnen een minuut, dit is echter wel zonder het afkoppelen van de auto en het uitdraaien van de "uitdraai-steunen".
Er zijn een aantal hoofdtypes te herkennen:
- Bij de lengteklappers wordt er meestal een deksel van de wagenbak in lengte richting uitgeklapt. Voorbeelden hiervan zijn de Combi-Camp Easy, de Holtkamper Astro en de Zambezi (originele uitvoering). Deze vouwwagens zijn vaak zeer snel op te zetten en vaak ook op te zetten zonder haringen te gebruiken. De Holtkamper Flyer (inclusief luifel) kan binnen één minuut worden opgezet, dit is tevens een record (32 seconden).
- Bij de breedteklappers, waartoe het overgrote deel van de vouwwagens behoort, zijn er een tweetal types te herkennen:
  - Symmetrische vouwwagens, dit zijn vouwwagens waarbij er vanaf de wagenbak naar twee kanten een bed wordt uitgeklapt.
  - Asymmetrische vouwwagens, dit zijn vouwwagens waarbij er naar één kant een bed wordt uitgeklapt vanaf de wagenbak. Er zijn uitvoeringen met één bed en met twee bedden. Er zijn ook uitvoeringen waarbij het bed vast op de wagenbak zit en er alleen een tentdeel uitgeklapt wordt. Een voorbeeld hiervan zijn de modellen van Camp-let.

## Keuken
Veel vouwwagens beschikken over een "keuken". Soms is dat een eenvoudige, opvouwbare constructie met een klein aanrechtje met in elk geval een gastoestel waarop je kunt koken, maar soms ook een meer permanente constructie die niet apart in- en uit elkaar gehaald hoeft te worden. In dat geval bevindt zich in de keuken vaak ook nog een convectiekoelbox die naar keuze op gas, 12 volt gelijkstroom of 230 volt wisselstroom werkt, en soms zelfs een spoelbak met kraan. Dergelijke "keukens" wordt vaak apart aan de vouwwagen bevestigd. In dat geval wordt deze bermkeuken genoemd. Vaak bevindt de bermkeuken zich tijdens het rijden op de dissel, maar sommige fabrikanten (bijvoorbeeld het Deense merk Combi-Camp en het Nederlandse merk Roadmaster) bevestigen de keuken permanent aan de achterzijde van de aanhanger, waardoor de keuken al direct 'op zijn plaats' onder de luifel of in de voortent is. Het Nederlandse merk Campooz heeft keukens die passen op de achterklep van de aanhanger. Door de uitklapbare poten gebruik je de keuken op elke gewenste plek.
Ook beschikken vouwwagens vaak over een disselbak om meer bagage mee te kunnen nemen.

## Vouw- en klapcaravans

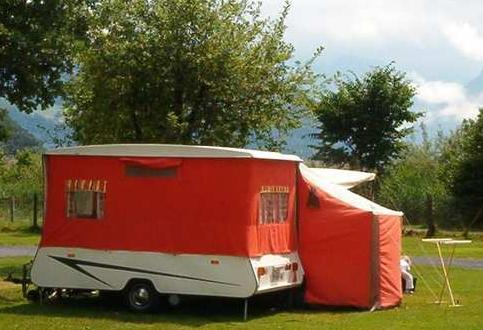
Vouwcaravan

Tussenvormen tussen caravan en vouwwagen zijn de vouwcaravan en de klapcaravan. Beide zijn een inklapbare caravan; het verschil is dat bij een vouwcaravan de wanden van tentdoek zijn terwijl een klapcaravan harde wanden heeft.

## Klapcaravan
De klapcaravan is een vouwwagen met harde wanden en dak. Het is een caravan die ingeklapt lijkt op een grote vouwwagen.
Een klapcaravan is in uitgeklapte staat een gewone caravan met harde wanden; anders dan bij een vouwcaravan, die weliswaar is voorzien van een hard dak, maar zijkanten van tentdoek heeft.
De bekendste merken onder de klapcaravans zijn Esterel en Rapido. Andere merken zijn La Bohéme, Elaime en Casita; allemaal Franse merken. In Nederland werd de Sunsleeper gemaakt. De Duitse fabrikant Dethlefs heeft vroeger ook een klapcaravan gemaakt die nu een geliefd object is voor de liefhebbers van oldtimers. Deze konden zelfs getrokken worden door een Goggomobil. Geen van deze merken produceert nog klapcaravans vanwege de hoge fabricagekosten. Door liefhebbers worden deze caravans nog in stand gehouden. Nederland kent twee klapcaravanclubs (voor Rapido en Esterel) voor liefhebbers van dergelijke caravans. Beide clubs hebben een eigen website. Ook in Duitsland en Frankrijk zijn deze caravans nog steeds zeer geliefd. Meetings voor dergelijke caravans vinden dan ook regelmatig plaats in die landen.
In Engeland worden de klapcaravans nog steeds gebouwd door de firma Gobur. Deze firma heeft op het Europese vasteland echter geen importeur. Ook op andere continenten (Amerika en Australië) worden nog soortgelijke caravans gebouwd. In 2008 heeft Kip een prototype gemaakt van een caravan, die nooit in productie is gegaan.

## Tenttrailer
Een tenttrailer is een combinatie van een aanhanger met hierop gemonteerd een uitvouwbare tent.

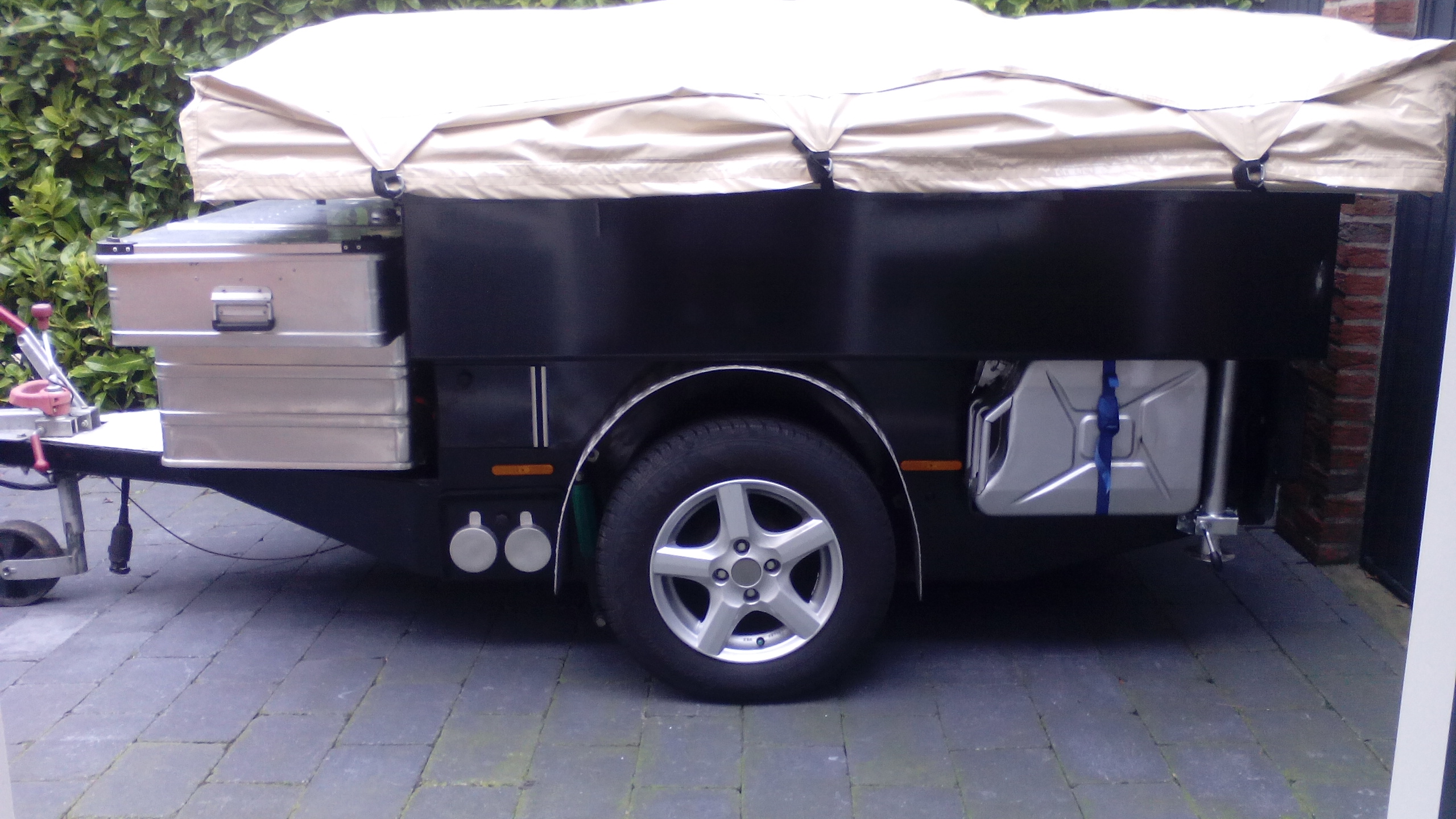
Aanhanger met tent-unit

De tenttrailer verschilt duidelijk van de al bekende vouwwagen.
Het grootste verschil tussen de tenttrailer en de vouwwagen is dat de uitvouwbare tent van een tenttrailer eenvoudig kan worden gedemonteerd. Hierdoor kan er het gehele jaar gebruik worden gemaakt van een standaard aanhangwagen. 
Pas als de tent weer nodig is zal deze op de aanhangwagen worden gemonteerd. 
Bij een vouwwagen is de tent gefixeerd op de aanhangwagen en niet eenvoudig te verwijderen.
Het is mogelijk een tenttrailer compleet aan te schaffen. 
Echter worden er veel tenttrailers zelf gebouwd.
Dit kan betekenen dat er een aanhangwagen gekocht wordt en hierop een opvouwbare tent geplaatst wordt maar het is ook mogelijk de aanhanger geheel zelf te ontwerpen en hierop dan een tent te plaatsten die ook geheel zelf ontworpen is. Hierdoor ontstaan vaak zeer bijzondere creaties.
De aanhanger dient, indien deze zelf gebouwd is, door de RDW gekeurd worden. Als er gekozen wordt voor een bestaande aanhanger is deze keuring niet nodig, de tent is dan slechts "lading".